# دیا فرامپتون
دیا فرامپتون (زادهٔ ۲ اکتبر ۱۹۸۷) یک موسیقی‌دان، خواننده و ترانه‌سرا آمریکایی است. فرامپتون خواننده اصلی گروه Meg & Dia است، او بیشتر به خاطر حضور و همکاری‌هایش در دنیای موسیقی رقص الکترونیک شناخته می‌شود، زیرا با دی‌جی‌هایی مانند ایلنیوم و کاسکید کار کرده‌است.
او تقریباً همیشه بدون کفش اجرا می‌کند. او همچنین دوست ندارد ظرف دو ساعت پس از اجرا چیزی بخورد. پدرش یک آمریکایی با اصل و نسب انگلیسی و هلندی و مادرش کره ای و اصالتاً سئول است.

## دیسکوگرافی[۱]

### آلبوم‌ها
| عنوان | جزئیات آلبوم                                                                      |
| ----- | --------------------------------------------------------------------------------- |
| کبودی | - تاریخ انتشار: ۳ مارس ۲۰۱۷ - برچسب: نت ورک - فرمت: سی دی، دانلود دیجیتال         |
| قرمز  | - تاریخ انتشار: ۶ دسامبر ۲۰۱۱ - برچسب: جمهوری جهانی - فرمت: سی دی، دانلود دیجیتال |

## فیلمبرداری

### نماهنگ
| سال  | عنوان                        | کارگردان                                 |
| ---- | ---------------------------- | ---------------------------------------- |
| ۲۰۱۱ | "شکسته ها"                   | دیوید مک کلیستر                          |
| ۲۰۱۳ | "بیش از آن" (با روش کریستال) | زک استولتز                               |
| ۲۰۱۳ | "عشق سرسخت" (با لومینرس)     | ایساک راویشانکارا                        |
| ۲۰۱۷ | "به پشت سر نگاه نکن"         | مایکل کامینسکی، براوریا گرگ و اریک توبین |
| ۲۰۱۷ | "مرد مرده"                   | اندرو آن                                 |
| ۲۰۱۷ | "هوس کردن"                   | اندرو آن                                 |

### فیلم‌شناسی
| سال  | عنوان                  | نقش            | یادداشت                |
| ---- | ---------------------- | -------------- | ---------------------- |
| ۲۰۱۵ | صفحات خالی             | روزولت         | ۲ قسمت                 |
| ۲۰۱۶ | ادم نادرست             | میا            | فیلم تلویزیونی         |
| ۲۰۱۷ | ذهن‌های جنایتکار        | جیلیان فلانگان | فصل ۱۲ قسمت 11         |
| ۲۰۱۸ | شاید من خوبم           | مایا           | [ ۲ ]                  |
| ۲۰۱۹ | من آن را ارسال می‌کنم   | عنبر دختر فن   | اپیزود "Superfans"     |
| ۲۰۱۹ | مایع                   | دکتر مک کالوم  | فیلم تلویزیونی         |
| ۲۰۲۰ | من از سال نو متنفرم    | لاین پرایس     | نقش اصلی               |
| ۲۰۲۰ | بازی با بتهوون         | رایسا          | [ ۲ ]                  |
| ۲۰۲۱ | یاسوکه                 | ایشیکاوا       | نقش اصلی. صدای انگلیسی |
| ۲۰۲۱ | تازه‌کار                | راننده عصبانی  | ۱ قسمت                 |
| ۲۰۲۱ | سه چرخه                | فرح            | ۳ قسمت                 |
| ۲۰۲۱ | غریبه‌ها هرگز دیگر      | آوریل          | ۲ قسمت                 |
| ۲۰۲۱ | کریسمس با روکش آب نبات | کلوئه          | فیلم تلویزیونی         |
| ۲۰۲۱ | کریسمس در مزرعه        | لورن           | فیلم تلویزیونی         |
| ۲۰۲۲ | لارگو                  | داون پیک       | ۱ قسمت                 |
| ۲۰۲۲ | شاد و همجنسگرا         | بکا وینترز     | فیلم تلویزیونی         |
| ۲۰۲۳ | ۲۰ دقیقه               | کارن چانگ      | [ ۲ ]                  |
| ۲۰۲۳ | گسترش                  | TBD            | فیلم                   |